# Пивовар Олександр Петрович
Олекса́ндр Петро́вич Пивова́р — підполковник Збройних сил України.
Станом на березень 2017-го — старший науковий співробітник науково-дослідного відділу, науково-дослідне управління центру воєнно-стратегічних досліджень, Національний університет оборони України.

## Нагороди
За особисту мужність і героїзм, виявлені у захисті державного суверенітету та територіальної цілісності України, вірність військовій присязі під час бойових дій та при виконанні службових обов'язків, відзначений — нагороджений
- 13 серпня 2015 року — орденом Богдана Хмельницького III ступеня.